# Bacchisa fruhstorferi
Bacchisa fruhstorferi là một loài bọ cánh cứng trong họ Cerambycidae.